# 劳里·加勒特
劳里·加勒特（英語：Laurie Garrett，1951年—）是一位美国科学记者和作家，以报道薩伊的埃博拉出血热爆发而闻名，主要科普作品有《逼近的瘟疫》（The Coming Plague: Newly Emerging Diseases in a World out of Balance）等。